# Mitchell Ryan
Mitchell Ryan (11 de janeiro de 1934 - 4 de março de 2022) foi um ator americano de cinema, televisão e teatro, que em suas seis décadas de televisão é conhecido por interpretar Burke Devlin na novela gótica dos anos 1960 Dark Shadows, e mais tarde por seu papel co-estrelando como o pai de Thomas Gibson, Edward Montgomery, em Dharma & Greg. Ele também interpretou o vilão General Peter McAllister no filme de ação policial de 1987 Máquina Mortífera.
Ryan nasceu em Cincinnati, Ohio, e foi criado em Louisville, Kentucky. Seu pai era vendedor e sua mãe escritora. Ele serviu na Marinha dos Estados Unidos durante a Guerra da Coréia.
Membro vitalício do Actors Studio, os créditos de Ryan no teatro da Broadway incluem Wait Until Dark, Medea e The Price. Seus créditos off-Broadway incluem Antony and Cleopatra (1963) e The Price (1979).